# RWE (motorfiets)
RWE is een historisch merk van motorfietsen.
RWE Motorsport is een Duits bedrijf dat in 1991 een 300 cc-model op basis van een MZ-tweetaktblok uitbracht.